# Sandefjord Futsal 2009-2010
Questa voce raccoglie le informazioni riguardanti il Sandefjord Futsal nelle competizioni ufficiali della stagione 2009-2010.

## Stagione
Il Sandefjord ha partecipato alla Futsal Eliteserie 2009-2010, seconda edizione del massimo campionato norvegese riconosciuto dalla Norges Fotballforbund. La squadra ha chiuso l'annata al 6º posto finale, peggiorando il 5º posto della stagione precedente. Stian Johannessen ha fatto parte della squadra nel corso di questa annata.

## Rosa
| N° | Naz.                | Ruolo | Sportivo          | Anno     |  |  |
| -- | ------------------- | ----- | ----------------- | -------- |  |  |
|    | Norvegia (bandiera) | PIV   | Stian Johannessen | 14.01.82 |  |  |

## Risultati

### Eliteserie

#### Girone di andata
| 21 novembre 2009, ore 12:00 1ª giornata | KFUM Oslo       | 6 – 2 referto | Sandefjord | \| Arbitro: \| Konstali Randen \| |
| Arbitro:                                | Konstali Randen |               |            |                                   |

| 21 novembre 2009, ore 18:00 2ª giornata | Sandefjord | 2 – 7 referto | Nidaros | \| Arbitro: \| Pedersen \| |
| Arbitro:                                | Pedersen   |               |         |                            |

| 22 novembre 2009, ore 12:00 3ª giornata | Vegakameratene  | 6 – 5 referto | Sandefjord | \| Arbitro: \| Konstali Randen \| |
| Arbitro:                                | Konstali Randen |               |            |                                   |

| 12 dicembre 2009, ore 14:00 4ª giornata | Sandefjord | 1 – 1 referto | Holmlia | \| Arbitro: \| Lyngbø \| |
| Arbitro:                                | Lyngbø     |               |         |                          |

| 12 dicembre 2009, ore 20:00 5ª giornata | Sandefjord | 2 – 2 referto | Solør | \| Arbitro: \| Iversen \| |
| Arbitro:                                | Iversen    |               |       |                           |

| 12 dicembre 2009, ore 12:00 6ª giornata | Horten | 4 – 5 referto | Sandefjord | \| Arbitro: \| Myhren \| |
| Arbitro:                                | Myhren |               |            |                          |

| 16 gennaio 2010, ore 18:00 7ª giornata | Sandefjord | 4 – 3 referto | Fyllingsdalen | \| Arbitro: \| Hanssen \| |
| Arbitro:                               | Hanssen    |               |               |                           |

| 16 gennaio 2010, ore 18:00 8ª giornata | Lillehammer | 4 – 10 referto | Sandefjord | \| Arbitro: \| Lyngbø \| |
| Arbitro:                               | Lyngbø      |                |            |                          |

| 17 gennaio 2009, ore 12:00 9ª giornata | Sandefjord | 6 – 5 referto | Nordpolen | \| Arbitro: \| Ølmheim \| |
| Arbitro:                               | Ølmheim    |               |           |                           |

#### Girone di ritorno
| 6 febbraio 2010, ore 16:00 10ª giornata | Sandefjord | 2 – 6 referto | KFUM Oslo | \| Arbitro: \| Iversen \| |
| Arbitro:                                | Iversen    |               |           |                           |

| 6 febbraio 2010, ore 20:00 11ª giornata | Nidaros   | 4 – 4 referto | Sandefjord | \| Arbitro: \| Rønningen \| |
| Arbitro:                                | Rønningen |               |            |                             |

| 7 febbraio 2010, ore 12:30 12ª giornata | Sandefjord | 2 – 1 referto | Vegakameratene | \| Arbitro: \| Iversen \| |
| Arbitro:                                | Iversen    |               |                |                           |

| 20 febbraio 2010, ore 20:00 13ª giornata | Holmlia | 1 – 3 referto | Sandefjord | \| Arbitro: \| Ølmheim \| |
| Arbitro:                                 | Ølmheim |               |            |                           |

| 30 gennaio 2010, ore 12:30 14ª giornata | Solør   | 6 – 2 referto | Sandefjord | \| Arbitro: \| Hanssen \| |
| Arbitro:                                | Hanssen |               |            |                           |

| 21 febbraio 2010, ore 12:00 15ª giornata | Sandefjord | 4 – 5 referto | Horten | \| Arbitro: \| Krokdal \| |
| Arbitro:                                 | Krokdal    |               |        |                           |

| 6 marzo 2010, ore 12:00 16ª giornata | Fyllingsdalen | 7 – 5 referto | Sandefjord |  |

| 6 marzo 2010, ore 18:00 17ª giornata | Sandefjord | 3 – 2 referto | Lillehammer |  |

| 7 marzo 2010, ore 12:30 18ª giornata | Nordpolen | 4 – 1 referto | Sandefjord |  |